# Inondations de 2020 à Douala
Les inondations sont un phénomène récurrent à Douala,,, comme dans certaines autres grandes villes du Cameroun telles Yaoundé, Maroua.

## Évolution du risque des inondations
Les saisons des pluies tendent à augmenter le risque d'inondation dans les agglomérations, notamment lorsque la pression démographique se conjugue avec une faible planification urbaine. L'analyse de la presse nationale depuis 1980  révèle une augmentation récente du phénomène à Douala, le Cameroon Tribune évoquant une inondation par an au maximum jusqu'en 1999. Se déroulant en majorité entre les mois de juin et septembre, elles augmentent en extension et en intensité depuis le début des années 2000. Les quartiers informels et récents sont davantage touchés . Ils causent de nombreux dégâts.
Des milliers d'hectares de la ville de Douala sont inondables,,,,,.
Le phénomène s'explique par la combinaison de facteurs naturels (pluviométrie, porosité du sol et topographie horizontale de la ville) et de facteurs humain (habitat sauvage, recul des mangroves, absence d'épuration des canalisations et des courants d'eau, remplis de déchets plastiques).

### Inondations de 2020
L'inondation des 20 et 21 août 2020 est un épisode météorologique provoqué par de fortes pluies et la marée.
L’Observatoire national sur les changements climatiques (ONACC), avait alerté quelques jours avant d'un «risque très élevé de cas d’inondations à travers le Cameroun».
De nombreux quartiers populaires et résidentiels sont inondés, le pont du Wouri et l'axe principal vers le port de Douala sont sous les eaux et les axes Sandaga-Ancienne direction des douanes, Bonakouamouang-Salle des fêtes d’Akwa et Nouvelle route Bonabassem - Makèpe sont parmi les nombreuses routes coupées à la circulation.
Le gouverneur appelle les populations à quitter les zones à risques et met en place un Comité régional de crise.

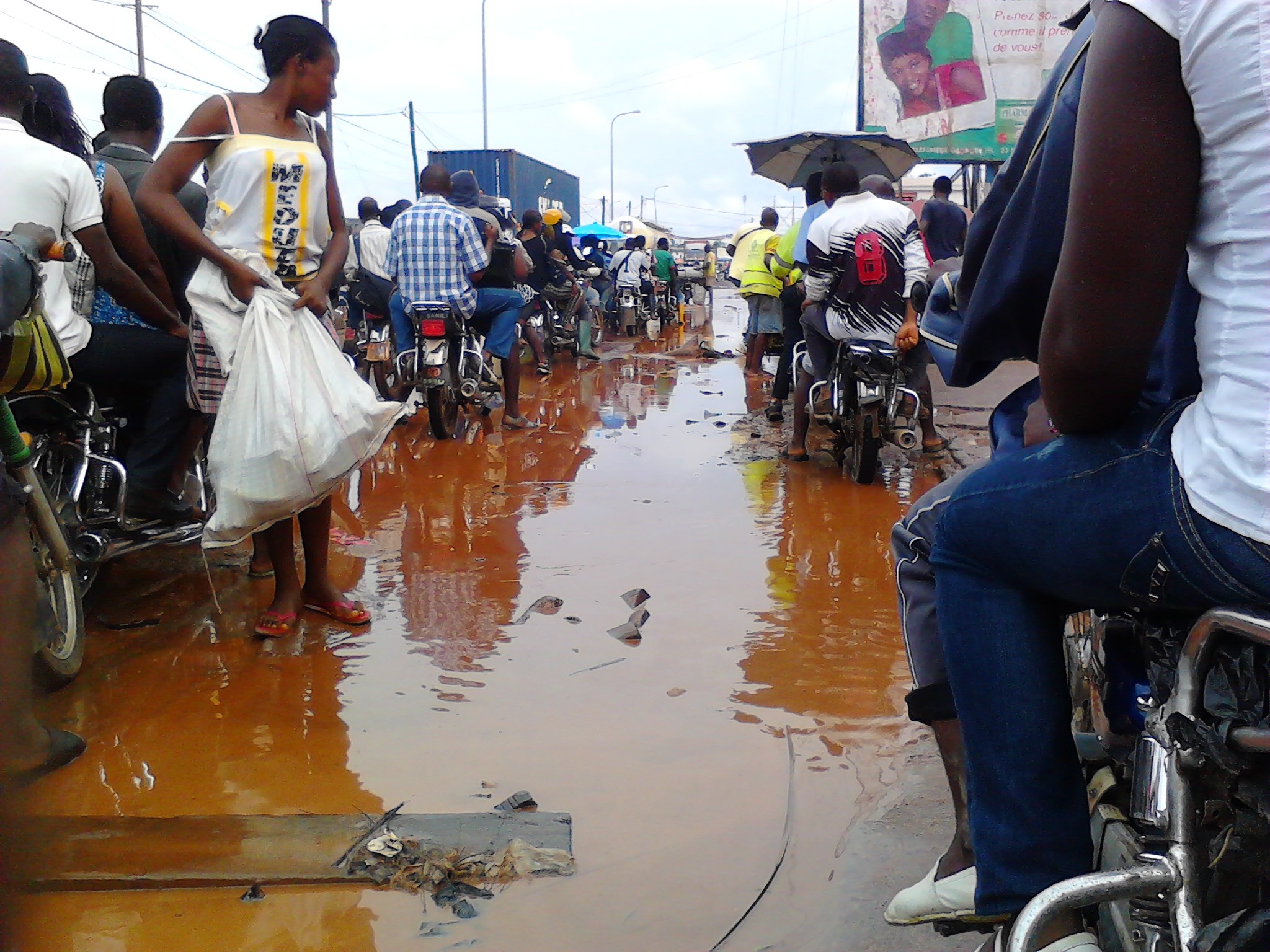
Inondation au Carrefour Ndokoti

## Impacts
Le ministère de la Décentralisation et du Développement Local a communiqué à 360 mairies et communes du pays de procéder au curage des drains d’eaux de ruissellement. Cette catastrophe naturelle a causé de nombreux dégâts matériels, perturbé la circulation,. De nombreuses familles sont sans abris. Aucun mort n'est officiellement enregistré.